# ساموئل اکمه
ساموئل اکمه (انگلیسی: Samuel Ekemé؛ زادهٔ ۱۲ ژوئیهٔ ۱۹۶۶) بازیکن فوتبال اهل کامرون بود.
از باشگاه‌هایی که در آن بازی کرده‌است می‌توان به باشگاه فوتبال اسپورتینگ کانزاس‌سیتی اشاره کرد.
وی همچنین در تیم ملی فوتبال کامرون بازی کرده‌است.